# Skunkworks
Skunkworks е хевиметъл албум на британския певец Брус Дикинсън, издаден през 1996 г.
Първоначално Брус имал намерението „Skunkworks“ да стане дебютния албум на група със същото име. Съответно песните в албума звучали доста по-различно от останалите му солови проекти. Освен това повечето били къси – най-дългата е около 3 минути. Групата не издържала и за следващия си проект Брус отново работи с Рой Z и се получил доста сполучливия „Accident of Birth“ (1997).
Преди да излезе албума Брус отрязал дългата си коса, като по този начин искал да покаже раздялата си с Айрън Мейдън. Иронично, той запазва късата си коса и след като се завръща в групата през 1999 г.
През 2005 г., Skunkworks е преиздаден, като са включени лайф изпълнение на „Inertia“, „Faith“, „Innerspace“, „The Prisoner“ и други неиздавани до този момента парчета.

## Бонус диск на преиздадената версия от 2005
1. „I'm in a band with an Italian Drummer“
2. „Rescue day“
3. „God's Not Coming Back“
4. „Armchair Hero“
5. „R 101“
6. „Re-entry“
7. „Americans Are Behind“
8. „Inertia“ (лайф)
9. „Faith“ (лайф)
10. „Innerspace“ (лайф)
11. „The Prisoner“ (кавър на Айрън Мейдън) (лайф)

## Състав
- Брус Дикинсън – вокали
- Алекс Диксън – китара
- Крис Дейл – бас
- Алесандро Елена – барабани